# 鼻周皮层
鼻周皮层（英文：Perirhinal cortex）是大脑颞叶内侧面的一处大脑皮层，位于布罗德曼系统第35、36分区。鼻周皮层接收经过高度处理的感觉信息，并是重要的记忆区域。

## 结构
鼻周皮层布罗德曼系统第35、36分区，其结构上可进一步细分。鼻周皮层的尾端与后鼻皮层相接，内侧则与内嗅皮层相接。

## 功能
鼻周皮层与视觉相关，可协助辨别环境中的元素。此外，鼻周皮层还与视觉记忆、物体记忆相关，尤其是对物体的熟悉感。

## 临床
鼻周皮层受损可影响视觉识别、视觉记忆等。